# Neozephyrus monticola
Neozephyrus monticola är en fjärilsart som beskrevs av Shirôzu 1952. Neozephyrus monticola ingår i släktet Neozephyrus och familjen juvelvingar. Inga underarter finns listade i Catalogue of Life.